# Megachile leucomalla
Megachile leucomalla är en biart som beskrevs av Carl Eduard Adolph Gerstäcker 1869. Megachile leucomalla ingår i släktet tapetserarbin, och familjen buksamlarbin. Inga underarter finns listade i Catalogue of Life.